# Шмидт, Исай Павлович
Исай Па́влович (Исаа́к Фа́велевич) Шмидт (при рождении Исаак Фавелевич Гольдшмид; 27 февраля (10 марта) 1896, Одесса — 17 января 1975, Москва) — советский историк, доктор исторических наук (1933), профессор. Первый ректор Одесского государственного университета (ныне — Одесский национальный университет имени И. И. Мечникова).
Военком полка, начальник дивизии, комиссар военных учебных заведений Воздушных сил РККА (1919—1926), директор Московской губернской партшколы (1926—1928) и директор курсов ЦК КП(б)У (1933—1936).

## Биография
Родился 27 февраля (по старому стилю) 1896 года в Одессе под именем Исаак Фавелевич Гольдшмид в еврейской семье. Его отец, бельцкий мещанин Фавель (Файвель) Нухимович Гольдшмид (1861—1917) с семьёй жил на Екатерининской улице, дом № 65; мать — Ита (Гита) Срулевна Гольдшмид (в девичестве Фишбейн, 1872—?), дочь мещанина Коростышевского общества Радомысльского уезда. Родители заключили брак в Одессе 6 января 1893 года. Единоутробные братья — Осип Павлович Осипов-Шмидт и Яков Павлович Шмидт. В семье росли также дети от первого брака отца.
С 1913 года участвовал в рабочем революционном движении. Был товарищем Г. И. Котовского по одесской тюрьме и подполью. В 1915 году за революционную агитацию в царской армии осуждён на 13 лет каторжных работ и заключён в Шлиссельбургскую крепость. В 1917 году, после Февральской революции, был освобождён из заключения, вступил в РКП(б).
С 1919 года — на службе в РККА: военком полка, комиссар бригады Г. И. Котовского, начальник политотдела 44-й стрелковой дивизии. В 1922 году — делегат XI съезда РКП(б) с правом решающего голоса.
В 1923 году — начальник орготдела политуправления 5-й Армии, комиссар военно-учебных заведений Воздушных сил Красной армии. В 1925 году — начальник первого международного советского авиаперелёта Москва — Пекин — Токио. Лично участвовал в экспедиции. По итогам авиаперелёта награжден орденом Красного Знамени (17.07.1925) и званием «лётчик-наблюдатель».
В 1926 году уволился из рядов Красной армии. В 1926—1928 гг. — директор Московской губернской партийной школы. В 1929—1930 гг. — преподаватель в Академии коммунистического воспитания. В 1931—1933 гг. — заведующий кафедрой истории Института востоковедения.
В 1933 г. окончил Московский институт Красной профессуры. Получил звание профессора и научную степень доктора исторических наук.
С сентября 1933 по август 1936 гг. — ректор Одесского государственного университета и в то же время директор курсов ЦК КП(б) Украины. Сначала университет был открыт в составе математического, физического, химического и биологического факультетов. При активном участии И. П. Шмидта в конце 1933 г. был открыт социально-экономический факультет, с историческим отделением, а в 1934 г. — отдельные исторический и географический факультеты. В связи с этими преобразованиями, в 1935 г. был ликвидирован социально-экономический факультет. А в 1937 г. создан литературный факультет, с украинским и русским отделениями. Время работы ректором в ОГУ совпало с борьбой с «троцкистской оппозицией», что привело к чисткам и репрессиям административного и преподавательского состава университета. Как партийный выдвиженец И. Шмидт поддерживал идеологические кампании, выступал с критикой коллег, подозреваемых в немарксиском преподавании предметов или в принадлежности к антипартийным течениям. Однако, из-за политических обвинений был уволен и вынужден покинуть Одессу.
В 1938—1949 гг. — преподаватель Ярославского педагогического института, Высшей школы профсоюзного движения Всесоюзного центрального совета профессиональных союзов.
В 1946 г. награждён медалью «За доблестный труд». В 1946 г. ВАК СНК СССР И. Шмидту было присвоено учёное звание профессора. В 1948 г. награждён медалью «За отличную работу».
В 1951—1952 гг. — профессор Самаркандского университета. В 1952—1955 гг. — профессор, заведующий кафедрой истории в Кемеровском государственном педагогическом институте. В 1956—1964 гг. — профессор Московского педагогического государственного университета им. В. И. Ленина. В 1965—1974 гг. — профессор кафедры истории Южно-Сахалинского педагогического института.
Награждён орденом Красного Знамени, медалями «За доблестный труд» (1946) и «За отличную работу» (1948).
Скончался 17 января 1975 года в Южно-Сахалинске, похоронен в Москве.

## Научная деятельность
Научные исследования И. П. Шмидта посвящены истории коммунистической партии. Имеет более 20 научных публикаций, печатался в журналах «Большевик», «Под знаменем марксизма» в «Учёных записках».

## Научные труды
- Против фальсификации истории Октября под флагом объективности / И. П. Шмидт, А. Абрамов // Большевик. — 1931. — № 22. — Рец. на кн.: История ВКП(б) : в 4 т. / под ред. Е. М. Ярославского. — М., ; Л. — 1930. — Т. 4.
- Мы уверенно идём к победе коммунизма / И. П. Шмидт. — М., 1933. — 60 с.
- Ми впевнено йдемо до перемоги комунізму / И. П. Шмидт. — К., 1933. — 60 с.
- Квітневі тези Леніна / И. П. Шмидт // Чорноморська комуна. — 1935. — 17 квітня.
- Бій під Комарівцями / И. П. Шмидт // Чорноморська комуна. — 1935. — 12 червня.
- Більшовизм у боротьбі з народництвом / И. П. Шмидт // Чорноморська комуна. — 1935. — 12 серпня.